# Letitia Tyler
Letitia Christian Tyler (12 novembre 1790 – Washington, 10 settembre 1842) fu la prima moglie di John Tyler, il decimo presidente degli Stati Uniti.

## Biografia
Nata nella regione del Tidewater nello stato del Virginia dal colonnello Robert Christian, e da Mary Brown-Christian, Letitia Christian conobbe John Tyler, all'epoca studente di legge nel 1808. I due si sposarono il 29 marzo 1813, giorno del ventitreesimo compleanno di Tyler. Nei periodi di ascesa politica del marito, Letitia Tyler preferì occuparsi delle responsabilità domestiche e genitoriali. Infatti la coppia ebbe sette figli: Mary Tyler-Jones (1815–1848), Robert Tyler (1816–1877), John Tyler, III (1819–1896), Letitia Tyler-Semple (1821–1907), Elizabeth Tyler-Waller (1823–1850), Alice Tyler-Denison (1827–1854) e Tazewell Tyler (1830–1874).
Nel 1839, a causa di una paralisi, Letitia Tyler rimase invalida. Da first lady rimase a vivere nei piani alti della casa bianca, scendendo soltanto in una occasione: il matrimonio della figlia Elizabeth nel gennaio 1842. Il 10 settembre 1842 Letitia Tyler fu la prima first lady a morire durante la sua permanenza alla casa bianca, oltre che la più giovane, dato che morì all'età di cinquantuno anni. Il suo corpo fu sepolto nella nativa Virginia, mentre John Tyler nel 1844 si risposò con Julia Tyler.